# Globalizzazione politica
La Globalizzazione politica è la crescita del sistema politico mondiale, sia in termini di dimensioni che di complessità. Tale sistema include i governi nazionali, le loro organizzazioni governative e intergovernative, nonché elementi indipendenti dal governo della società civile globale come le organizzazioni non governative internazionali e le organizzazioni dei movimenti sociali. Uno degli aspetti chiave della globalizzazione politica è la diminuzione dell’importanza dello stato-nazione e l’ascesa di altri attori sulla scena politica. La creazione e l’esistenza delle Nazioni Unite è uno dei classici esempi di globalizzazione politica.
La globalizzazione politica è una delle tre dimensioni principali della globalizzazione comunemente presenti nella letteratura accademica, assieme alla globalizzazione economica ed alla globalizzazione culturale.